# Liste der Kulturdenkmale in Chemnitz-Grüna
In der Liste der Kulturdenkmale in Chemnitz-Grüna sind die Kulturdenkmale des Chemnitzer Ortsteils Grüna verzeichnet, die bis Mai 2022 vom Landesamt für Denkmalpflege Sachsen erfasst wurden (ohne archäologische Kulturdenkmale). Die Anmerkungen sind zu beachten.
Diese Aufzählung ist eine Teilmenge der Liste der Kulturdenkmale in Chemnitz.

## Liste der Kulturdenkmale in Chemnitz-Grüna
| Bild                                    | Bezeichnung | Lage                                                         | Datierung | Beschreibung | ID       |
| --------------------------------------- | --- | ------------------------------------------------------------ | --- | --- | -------- |
|                                         | Häuslerhaus | Blumenweg 4 (Karte)                                          | Nach 1800 | Gut erhaltenes und zeittypisches Fachwerkwohnhaus, von bauhistorischem und sozialgeschichtlichem Wert | 09244570 |
|                                         | Villa Abel mit Garten und Plastik im Villengarten                                                                   | Chemnitzer Straße 18 (Karte)                                 | 1902 (Statue); 1925 (Fabrikantenvilla) | Im neobarocken Stil, Plastik „Bogenschütze“ von Bildhauer Erich Moritz Geyger, baugeschichtlich und künstlerisch von Bedeutung | 09232960 |
|                                         | Wohnhaus in offener Bebauung                                                                                        | Chemnitzer Straße 32 (Karte)                                 | Um 1880 | Gründerzeitgebäude von spätklassizistischer Wirkung, baugeschichtlich von Bedeutung | 09232961 |
| Weitere Bilder                          | Wohnhaus in offener Bebauung                                                                                        | Chemnitzer Straße 42 (Karte)                                 | Um 1890 (Mietshaus); 1923 (Garage) | Gründerzeitbau mit zweifarbiger Klinkerfassade, baugeschichtlich von Bedeutung | 09232962 |
| Weitere Bilder                          | Friedhof Grüna (Sachgesamtheit)                                                                                     | Chemnitzer Straße 55 (neben) (Karte)                         | Nach 1900 | Sachgesamtheit Friedhof Grüna mit mehreren Grabmälern als Einzeldenkmale (siehe 09302608), weiterhin gärtnerisch gestaltete Friedhofsanlage sowie der Trauerhalle als Sachgesamtheitsteil. Der Denkmalwert dieser Gräber und Erbbegräbnisse ergibt sich aus der ortsgeschichtlichen und künstlerischen Bedeutung. | 09247876 |
| Weitere Bilder                          | Einige Grabmäler auf dem Friedhof (Einzeldenkmal der Sachgesamtheit 09247876)                                       | Chemnitzer Straße 55 (neben) (Karte)                         | Nach 1900 | Einzeldenkmale der Sachgesamtheit Friedhof Grüna. Der Denkmalwert dieser Gräber und Erbbegräbnisse ergibt sich aus der ortsgeschichtlichen und künstlerischen Bedeutung: - Grabmal Abel - Grabmal Robert Müller - Grabmal Aurich - Grabmal Johannes Müller - Grabmal Ahnert - Grabmal Schilling (ehemals), baugeschichtlich von Bedeutung                                                                            | 09302608 |
|                                         | Villa (Nr. 73) mit Nebengebäude (Nr. 73a) und Vorgarten                                                             | Chemnitzer Straße 73, 73a (Karte)                            | Um 1890 | Gründerzeitgebäude mit Klinkerfassade, baugeschichtlich und ortsgeschichtlich von Bedeutung | 09232972 |
| Weitere Bilder                          | Wohnhaus | Chemnitzer Straße 76 (Karte)                                 | Um 1850 | Fachwerkbau, baugeschichtlich von Bedeutung | 09232964 |
| Weitere Bilder                          | Kreuzkirche Grüna mit Ausstattung und umgebender Grünanlage                                                         | Chemnitzer Straße 77 (Karte)                                 | 1892–1894 | Kirche mit polygonalem, südlich ausgerichtetem Chorschluss und schlankem Nordturm, neogotischer Ziegelbau, baugeschichtlich, ortsgeschichtlich und ortsbildprägend von Bedeutung | 09232970 |
| Weitere Bilder                          | Denkmalanlage für die Gefallenen der Kriege 1866, 1870/1871 und für die Gefallenen des Ersten Weltkrieges 1914–1918 | Chemnitzer Straße 79 (bei) (Karte)                           | Nach 1866 (Kriegerdenkmal Deutscher Krieg); nach 1871 (Kriegerdenkmal Deutsch-Französischer Krieg); nach 1918 (Kriegerdenkmal Erster Weltkrieg) | Kriegerdenkmal für die Gefallenen des Deutsch-Deutschen Krieges (Preußisch-Österreichischer Krieg) 1866, des Deutsch-Französischen Krieges 1870/1871 und des Ersten Weltkrieges 1914–1918, künstlerisch und ortsgeschichtlich von Bedeutung | 09232971 |
| Weitere Bilder                          | Gedenkstein für zwei ermordete Jüdinnen                                                                             | Chemnitzer Straße 79 (bei) (Karte)                           | Nach 1945 | Geschichtlich von Bedeutung | 09232973 |
|                                         | Wohnstallhaus eines Bauernhofes                                                                                     | Chemnitzer Straße 86 (Karte)                                 | Mitte 19. Jahrhundert | Verkleideter Fachwerkbau, baugeschichtlich von Bedeutung | 09232965 |
|                                         | Wohnstallhaus und Scheune eines Bauernhofes                                                                         | Chemnitzer Straße 92, 92a (Karte)                            | Mitte 19. Jahrhundert | Wohnstallhaus schlichter Putzbau, Fachwerk-Scheune, baugeschichtlich und wirtschaftsgeschichtlich von Bedeutung. Eine ebenfalls denkmalgeschützte Scheune zwischen 2009 und 2012 abgerissen. | 09232966 |
| Weitere Bilder                          | Fabrikgebäude (Handschuhfabrik Louis Uhlmann)                                                                       | Chemnitzer Straße 105 (Karte)                                | Um 1920 | Im Reformstil der Zeit nach 1910, ortsgeschichtlich und baugeschichtlich von Bedeutung | 09232967 |
|                                         | Wohnstallhaus eines Bauernhofes                                                                                     | Chemnitzer Straße 108a (Karte)                               | Um 1810 | Verkleideter Fachwerkbau, baugeschichtlich von Bedeutung | 09232968 |
| Weitere Bilder                          | Straßenrundsäule (Meilensäule)                                                                                      | Chemnitzer Straße 109 (vor) (Karte)                          | Bezeichnet mit 1833 | An neuem Standort aufgestelltes Zeugnis der Verkehrsgeschichte | 09247683 |
| Weitere Bilder                          | Gasthof mit Ballsaal                                                                                                | Chemnitzer Straße 118, 120 (Karte)                           | Um 1870 (Gasthof); um 1900 (Ballsaal) | Baulich vereinfachter Putzbau mit bemerkenswerter Saalausstattung, von ortsgeschichtlicher Bedeutung | 09247716 |
|                                         | Wohnhaus und Seitengebäude eines Bauernhofes                                                                        | Chemnitzer Straße 122 (Karte)                                | Mitte 19. Jahrhundert | Zeittypische Fachwerkbauten, baugeschichtlich von Bedeutung | 09232969 |
|                                         | Wohnhaus in offener Bebauung                                                                                        | Chemnitzer Straße 127 (Karte)                                | Um 1930 | Schlichter Putzbau, zwischen Heimat- und Art-déco-Stil, von baugeschichtlichem Wert | 09232947 |
|                                         | Mietshaus in Ecklage und offener Bebauung, mit Vorgarten                                                            | Chemnitzer Straße 140 (Karte)                                | Um 1895 | Von großer städtebaulicher Wirkung an der Hauptverkehrsstraße, Zeugnis der Verstädterung des Dorfes Grüna, ortsentwicklungsgeschichtlich von Bedeutung | 09232987 |
| Weitere Bilder                          | Ehemalige Villa mit Gartenanlage, später privates Altenheim (Haus Charlotte)                                        | Chemnitzer Straße 180 (Karte)                                | Um 1922 | Schlichter Putzbau mit zeittypischer Fassadengliederung und aufwändiger bauzeitlicher Innenausstattung sowie großzügig gestaltete Grünanlage, Gebäude in sehr gutem Originalzustand, baugeschichtlich von Bedeutung | 09247850 |
| Weitere Bilder                          | Häuslerhaus | Dorfstraße 6 (Karte)                                         | Um 1800 | Fachwerkhaus, baugeschichtlich von Bedeutung | 09232975 |
|                                         | Wohnhaus | Dorfstraße 44 (Karte)                                        | Um 1850 | Fachwerkhaus, baugeschichtlich von Bedeutung | 09232976 |
| Weitere Bilder                          | Wohnhaus | Dorfstraße 86 (Karte)                                        | Um 1800 | Fachwerkhaus, baugeschichtlich und ortsbildprägend von Bedeutung | 09232977 |
|                                         | Mietshaus in offener Bebauung                                                                                       | Dorfstraße 98 (Karte)                                        | Bezeichnet mit 1893 | Ehemalige Gewerbebank, Gründerzeitgebäude, Putzfassade mit Stuckornamentik, baugeschichtlich und ortsgeschichtlich von Bedeutung | 09232978 |
| Weitere Bilder                          | Wohnhaus | Fabrikstraße 7 (Karte)                                       | Um 1800, später überformt | Verschieferter Fachwerkbau, baugeschichtlich von Bedeutung | 09303121 |
| Weitere Bilder                          | Oberförsterei Grüna (Sachgesamtheit)                                                                                | Forststraße 8 (Karte)                                        | 1811 (Försterei); 1907 (Parkanlage) | Sachgesamtheit Oberförsterei Grüna mit Forstamt (siehe 09301823), Röhrwasserverteiler (siehe 09232980) sowie Parkanlage mit Ziergarten, Obstgarten sowie Resten eines Springbrunnens und eines Teiches (Gartendenkmal). Geschlossen erhaltene Anlage, um 1871 bis 1882 Wohn- und Wirkungsstätte des Oberförsters Georg Baumgarten, von ortsgeschichtlicher, baugeschichtlicher sowie gartenkünstlerischer Bedeutung. | 09232979 |
| Weitere Bilder                          | Ehemaliges Forstamt und Wohnhaus der Oberförsterei (Einzeldenkmal der Sachgesamtheit 09232979)                      | Forststraße 8 (Karte)                                        | 1811 | Einzeldenkmal der Sachgesamtheit Oberförsterei Grüna. Schönes klassizistisches Gebäude, um 1871 bis 1882 Wohn- und Wirkungsstätte des Oberförsters Georg Baumgarten, von ortsgeschichtlicher und baugeschichtlicher Bedeutung. | 09301823 |
| Direkt Bild zu diesem Denkmal hochladen | Röhrwasserverteiler (Einzeldenkmal der Sachgesamtheit 09232979)                                                     | Forststraße (Karte)                                          | Mitte 19. Jahrhundert | Einzeldenkmal der Sachgesamtheit Oberförsterei Grüna, technikgeschichtlich von Bedeutung | 09232980 |
|                                         | Wohnhaus in offener Bebauung                                                                                        | Karlstraße 3 (Karte)                                         | Um 1910 | Wohnhaus der Grünaer Firma Robert Müller (Chemnitzer Straße 73 / Karlstraße 6), ortsgeschichtlich von Bedeutung | 09232983 |
|                                         | Fabrikgebäude (Handschuhfabrik Robert Müller)                                                                       | Karlstraße 6 (Karte)                                         | Um 1893 | Ortsbildprägender Klinkerbau, baugeschichtlich und ortsgeschichtlich von Bedeutung | 09247715 |
| Weitere Bilder                          | Häuslerhaus | Limbacher Straße 10 (Karte)                                  | Um 1850 | Ländlicher Fachwerkbau, baugeschichtlich von Bedeutung | 09232985 |
| Weitere Bilder                          | Wohnhaus oder Kontorgebäude in offener Bebauung mit Vorgarten und Einfriedung                                       | Mühlenstraße 1 (Karte)                                       | Um 1925 | Prägnante Ecklage an der Chemnitzer Straße, traditionalistischer Bau mit abwechslungsreich gestalteter Klinkerfassade, städtebaulich und baugeschichtlich von Bedeutung | 09232989 |
| Weitere Bilder                          | Wohnstallhaus und Scheune eines ehemaligen Vierseithofes                                                            | Pleißaer Straße 18 (Karte)                                   | 1798 (Wohnstallhaus); 1801 (Scheune) | Mächtiges Bauernhaus mit Fachwerkobergeschoss, baugeschichtlich von Bedeutung | 09232990 |
|                                         | Halde des ehemaligen Beharrlichkeitsschachtes                                                                       | Rabensteiner Straße (Grüna) (Karte)                          | 1856/1858 | Bergbau- und wirtschaftsgeschichtlich von Bedeutung | 09232996 |
| Weitere Bilder                          | Villa mit Nebengebäude                                                                                              | Rabensteiner Straße (Grüna) 1 (Karte)                        | Vor 1918 | Im frühen Heimatstil mit Fachwerkelementen, markante Lage an einer Straßengabelung, baugeschichtlich von Bedeutung | 09232991 |
|                                         | Villa (Rabensteiner Straße 3) mit Nebengebäude (Röhrsdorfer Straße 2a)                                              | Rabensteiner Straße (Grüna) 3, Röhrsdorfer Straße 2a (Karte) | Vor 1918 | Zeittypischer Putzbau, gehörte ursprünglich Familie Abel (Handschuhfabrikanten in Grüna), ortsgeschichtlich und baugeschichtlich von Bedeutung | 09232992 |
|                                         | Mietvilla mit Vorgarten und Einfriedung                                                                             | Rabensteiner Straße (Grüna) 9 (Karte)                        | Um 1890 | Gründerzeitbau mit Anklängen an den Schweizerhausstil, baugeschichtlich von Bedeutung | 09232993 |
| Weitere Bilder                          | Ehemaliges Kurgebäude mit Kurpark, dann Altenheim (Stahringersche Naturheilanstalt, Sanatorium Bad Grüna)           | Rabensteiner Straße (Grüna) 14 (Karte)                       | 1892 | Ein Putzbau der Gründerzeit, Anklänge an den Schweizerhausstil, errichtet durch den Naturheilpraktiker Bertrand Stahringer, baugeschichtlich, gartenkünstlerisch und ortsgeschichtlich von Bedeutung | 09232994 |
| Weitere Bilder                          | Vierseithof mit Wohnstallhaus, Seitengebäude (mit Oberlaube), zweitem Seitengebäude, Scheune und Torwand            | Ringstraße 30 (Karte)                                        | 1672 (Wohnstallhaus); um 1720 (Seitengebäude); um 1720 (Scheune)                                                                                | Fachwerkbauten, ein Gebäude mit seltener Oberlaube, geschlossen erhaltene Hofanlage, baugeschichtlich von Bedeutung | 09232997 |
|                                         | Villa (Rabensteiner Straße 3) mit Nebengebäude (Röhrsdorfer Straße 2a)                                              | Röhrsdorfer Straße 2a, Rabensteiner Straße (Grüna) 3 (Karte) | Vor 1918 | Zeittypischer Putzbau, gehörte ursprünglich Familie Abel (Handschuhfabrikanten in Grüna), ortsgeschichtlich und baugeschichtlich von Bedeutung | 09232992 |

## Ehemalige Denkmäler
| Bild                                    | Bezeichnung                             | Lage                                   | Datierung           | Beschreibung | ID       |
| --------------------------------------- | --------------------------------------- | -------------------------------------- | ------------------- | --- | -------- |
|                                         | Wohnhaus                                | August-Bebel-Straße 1 (Karte)          |                     | Erhalten, Streichung aus der Denkmalliste vor 2010 |          |
|                                         | Villa                                   | Limbacher Straße 36 (Karte)            |                     | Erhalten, Streichung aus der Denkmalliste 2010 |          |
| Direkt Bild zu diesem Denkmal hochladen | Mietvilla mit Einfriedung und Vorgarten | Rabensteiner Straße (Grüna) 15 (Karte) | Bezeichnet mit 1894 | Gründerzeitgebäude entstanden im Zusammenhang mit benachbartem Kurgebäude, Anklänge an den Schweizerhausstil, baugeschichtlich und ortsgeschichtlich von Bedeutung. Abgerissen nach 2012. | 09232995 |
| Direkt Bild zu diesem Denkmal hochladen | Bauernhaus                              | Ringstraße (Grüna) 10 (Karte)          |                     | Abgerissen zwischen 2001 und 2006, Streichung aus der Denkmalliste vor 2010 |          |
| Direkt Bild zu diesem Denkmal hochladen | Scheune                                 | Ringstraße (Grüna) 12 (Karte)          |                     | Abgerissen zwischen 2001 und 2006, Streichung aus der Denkmalliste vor 2010 |          |
| Weitere Bilder                          | Mietshaus in offener Bebauung           | Röhrsdorfer Straße (Grüna) 11 (Karte)  | Bezeichnet mit 1929 | Erhalten, nach 2013 von der Denkmalliste gestrichen, baugeschichtlich von Bedeutung | 09232998 |

## Tabellenlegende
- Bild: Bild des Kulturdenkmals, ggf. zusätzlich mit einem Link zu weiteren Fotos des Kulturdenkmals im Medienarchiv Wikimedia Commons. Wenn man auf das Kamerasymbol klickt, können Fotos zu Kulturdenkmalen aus dieser Liste hochgeladen werden:
- Bezeichnung: Denkmalgeschützte Objekte und ggf. Bauwerksname des Kulturdenkmals
- Lage: Straßenname und Hausnummer oder Flurstücknummer des Kulturdenkmals. Die Grundsortierung der Liste erfolgt nach dieser Adresse. Der Link (Karte) führt zu verschiedenen Kartendiensten mit der Position des Kulturdenkmals. Fehlt dieser Link, wurden die Koordinaten noch nicht eingetragen. Sind diese bekannt, können sie über ein Tool mit einer Kartenansicht einfach nachgetragen werden. In dieser Kartenansicht sind Kulturdenkmale ohne Koordinaten mit einem roten bzw. orangen Marker dargestellt und können durch Verschieben auf die richtige Position in der Karte mit Koordinaten versehen werden. Kulturdenkmale ohne Bild sind an einem blauen bzw. roten Marker erkennbar.
- Datierung: Baubeginn, Fertigstellung, Datum der Erstnennung oder grobe zeitliche Einordnung entsprechend des Eintrags in der sächsischen Denkmaldatenbank
- Beschreibung: Kurzcharakteristik des Kulturdenkmals entsprechend des Eintrags in der sächsischen Denkmaldatenbank, ggf. ergänzt durch die dort nur selten veröffentlichten Erfassungstexte oder zusätzliche Informationen
- ID: Vom Landesamt für Denkmalpflege Sachsen vergebene, das Kulturdenkmal eindeutig identifizierende Objekt-Nummer. Der Link führt zum PDF-Denkmaldokument des Landesamtes für Denkmalpflege Sachsen. Bei ehemaligen Kulturdenkmalen können die Objektnummern unbekannt sein und deshalb fehlen bzw. die Links von aus der Datenbank entfernten Objektnummern ins Leere führen. Ein ggf. vorhandenes Icon  führt zu den Angaben des Kulturdenkmals bei Wikidata.

## Ausführliche Denkmaltexte
1. ↑  Ehemaliges Kurgebäude mit Kurpark: 

Grüna war um 1900 ein beliebter Luftkurort. Das Kurviertel befand sich im oberen Ortsteil unmittelbar am Beginn des Rabensteiner Waldes. 1892/93 wurde auf dem Grundstück des ehemaligen Schützen- und jetzigen Forsthauses die Stahringersche Naturheilanstalt errichtet. Das Anstaltsgebäude erbaute die Grünaer Baufirma Schreiter. Das Gebäude war zweckentsprechend gestaltet und ausgestattet worden. So gab es beispielsweise für die Kurgäste einen Gesellschaftsraum, Lese-, Spiel-, Musikzimmer und zwei Kegelbahnen. Auch der zur Anstalt gehörende Kurpark mit Gondelteich, einem Spielplatz und einer Liegehalle trug zur Erbauung der Kurgäste bei. Der Polter-, der Wiesenmühlen- und der Bretteich wurden für Schwimmveranstaltungen, Bade- und Ruderbetrieb genutzt. Es gab ein Badezimmer, eine Wandelhalle und Einrichtungen für Wasser- und Dampfbehandlungen und Massagen. Mit dieser für die damalige Zeit komfortablen Ausstattung gehörte das Sanatorium zu den vollkommensten Einrichtungen des ganzen Umlandes. 1900 wurde die „Stahringersche Naturheilanstalt“ in „Sanatorium Bad Grüna“ umbenannt. Der Hintergrund hierfür war ein neu erlassenes Ärztegesetz. 1902 folgte die Umwandlung in eine GmbH. Seit 1905 setzte ein deutlicher Rückgang der Gästezahl ein und 1913 folgte die Konkursanmeldung wegen Unrentabilität der Anstalt. Während des ersten Weltkrieges diente die Naturheilanstalt als Lazarett und seit 1924 war in der Einrichtung ein Altersheim untergebracht. 

Das überkommene Gebäude der ehemaligen Naturheilanstalt (des späteren Sanatoriums und Altenheims) blieb weitgehend in seinem bauzeitlichen Erscheinungsbild erhalten. Über rechtem Winkel erheben sich die beiden zweigeschossigen Flügelbauten, welche im Dachbereich Zierfachwerk aufweisen. Hierbei handelt es sich vermutlich teilweise um Erweiterungsmaßnahmen. Mit dieser Bauweise nimmt man bewusst Bezug zum sogenannten „Schweizer Stil“, der um diese Zeit weite Verbreitung gefunden hatte und gerade in der Bäder- und Gasthofarchitektur damals sehr beliebt war. Auf Grund des guten Originalzustandes und der qualitätvollen Gestaltung wird das Kurgebäude mit dem angrenzenden Kurpark mit Teich und umgebendem Baumbestand zum exemplarischen Beispiel einer Kuranlage seiner Zeit und erlangt einen baugeschichtlichen und landschaftsgestalterischen Wert. Als einzige Kureinrichtung von Grüna, die den Ort am Rabensteiner Wald auch über die Ortsgrenzen bekannt machte, kommt dem ehemaligen Sanatorium auch eine ortsgeschichtliche Bedeutung zu.